# Mesochorus britannicus
Mesochorus britannicus är en stekelart som beskrevs av Schwenke 1999. Mesochorus britannicus ingår i släktet Mesochorus och familjen brokparasitsteklar. Inga underarter finns listade i Catalogue of Life.